# Октябрьское сельское поселение (Чечня)
Октя́брьское се́льское поселе́ние — муниципальное образование в Грозненском районе Чечни Российской Федерации.
Административный центр — село Октябрьское.

## История
Статус и границы сельского поселения установлены Законом Чеченской Республики от 20 февраля 2009 года № 12-РЗ «Об образовании муниципального образования Грозненский район и муниципальных образований, входящих в его состав, установлении их границ и наделении их соответствующим статусом муниципального района и сельского поселения».

## Население
| 2010  | 2012  | 2013  | 2014  | 2015  | 2016  | 2017  |
| ----- | ----- | ----- | ----- | ----- | ----- | ----- |
| 3139  | ↗3197 | ↗3247 | ↗3299 | ↗3367 | ↗3431 | ↗3489 |
| 2018  | 2019  | 2020  | 2021  | 2023  | 2024  |       |
| ↗3538 | ↗3580 | ↗3646 | ↗4763 | ↗4799 | ↗4822 |       |

## Состав сельского поселения
| № | Населённый пункт  | Тип населённого пункта       | Население |
| - | ----------------- | ---------------------------- | --------- |
| 1 | Красностепновское | село                         | ↗288      |
| 2 | Октябрьское       | село, административный центр | ↗4475     |